# Państwowa Kolej Leśna Pálháza
Państwowa Kolej Leśna Pálháza (węg. Pálházi Állami Erdei Vasút) – najstarsza kolej leśna na Węgrzech, łącząca Pálházę z Rostalló.

## Historia

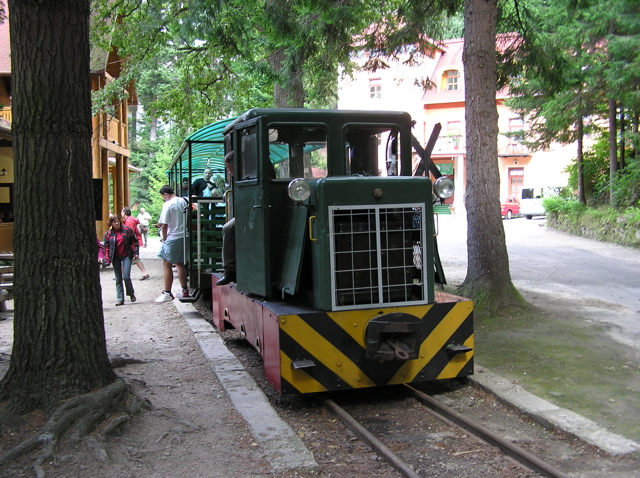
Lokomotywa typu C–50 na przystanku Kőkapu przy tunelu

Odcinek obsługiwany trakcją konną między Pálháza i Kőkapu został zbudowany w 1888 przez hrabiego Istvána Károlyi, właściciela tartaku w Pálházie. Miał rozstaw szyn 700 milimetrów. W 1903 zbudowano tunel i główną linię poprowadzono do stacji Susulya. W 1924 przekazano linię przedsiębiorstwu Hegyközi Sátoraljaújhely-Pálháza-Fűzérkomlós. W 1947 nastąpiła nacjonalizacja sieci, a tor został w tym roku przekuty na szerokość 760 milimetrów. W 1948 wprowadzono na linię trakcję parową, a w 1964 na spalinową.
Planowy transport pasażerski wprowadzono w 1958, a linia otrzymała nazwę Państwowa Kolej Leśna Pálháza w 1975 (wcześniej działała jako Kemencepatak ÁEV). W związku z zamknięciem stycznej kolei wąskotorowej Hegyközi (Hegyközi Kisvasút) 29 listopada 1980, zamknięto również kolej Pálháza, jednak 15 sierpnia 1989 ruch wznowiono. Trasa została przedłużona w 1990 o jeden kilometr z Kőkapu do schroniska turystycznego w Rostallo, a w 1996 z Pálháza-Ipartelep do Pálháza (także jeden kilometr). Każdego roku na 9-kilometrowej linii kolejowej podróżuje 40.000 osób.
Jest jedną z dwóch państwowych kolei leśnych na Węgrzech (druga to Państwowa Kolej Leśna Gemenc).

## Przebieg
Linia zaczyna się w pobliżu ratusza w Pálháza, a następnie na odcinku około 1,5 kilometra biegnie wzdłuż linii dawnej kolei wąskotorowej Hegyközi do stacji Pálháza-Ipartelep. Znajduje się tu kolekcja pojazdów szynowych. Jadąc w kierunku Rostalló, pociągi przejeżdżają przez wsie Kishuta i Kemencepatak, a następnie osiągają brzeg jeziora Kőkapu i przechodząc tunelem, docierają do stacji Kőkapu, a następnie do Rostalló, które to miejsce jest punktem wyjściowym wycieczek do różnych części obszaru chronionego krajobrazu Zemplén.